# Phủ Lý
Phủ Lý – miasto w Wietnamie, stolica prowincji Hà Nam. W 2008 roku ludność miasta wynosiła 13 652 mieszkańców.